# Вулиця Щепова
Вулиця Щепова — вулиця у Шевченківському районі міста Львова, в місцевості Голоско. Сполучає вулиці Під Голоском та На Нивах.

## Історія та забудова
Вулиця виникла на початку XX століття у складі передміського селища Голоско Мале та мала назву Домарадзького. Після входження селища до меж міста 11 квітня 1930 року, вулиці колишнього села були перейменовані або ж новоутвореним вулицям надавалися певні назви. Так, у 1930 році вулиця отримала назву Горнунґа, але вже у 1934 році перейменована на Щепову і відтоді назву не змінювала.
Вулиця Щепова одноповерховими садибами 1930-х років, також споруджено декілька сучасних багатоповерхових житлових будинків у 2010—2020-х роках, зокрема, під № 5а, 15б, 17.